# Елинское сельское поселение (Рязанская область)
Елинское сельское поселение — муниципальное образование (сельское поселение) в составе Захаровского района Рязанской области России.
Административный центр  — село Елино.

## История
Елинское сельское поселение образовано в 2006 г.

## Население
| 2010 | 2012 | 2013 | 2014 | 2015 | 2016 | 2017 |
| ---- | ---- | ---- | ---- | ---- | ---- | ---- |
| 802  | ↘800 | ↘795 | ↘782 | ↘762 | →762 | ↘749 |
| 2018 | 2019 | 2020 | 2021 | 2023 |      |      |
| ↘736 | ↘729 | ↘728 | ↘688 | ↘663 |      |      |

## Состав сельского поселения
| № | Населённый пункт    | Тип населённого пункта       | Население |
| - | ------------------- | ---------------------------- | --------- |
| 1 | Елино               | село, административный центр | ↘656      |
| 2 | Захаровские Дворики | деревня                      | →2        |
| 3 | Попадьино           | село                         | ↘30       |